# بیدک (گرمه)
بیدک روستایی در بخش مرکزی شهرستان گرمه استان خراسان شمالی ایران است.
این روستا غربی ترین روستای استان خراسان شمالی از لحاظ مختصات جغرافیایی و مسکونی بودن است.

## جمعیت
این روستا در دهستان گلستان قرار دارد و بر پایه سرشماری عمومی نفوس و مسکن در سال ۱۳۹۵ جمعیت این مکان ۳۷۶ نفر (۱۲۱خانوار) بوده‌است.